# Kurt Almqvist
Ej att förväxla med journalisten/författaren Kurt Almqvist, född 1957.
Kurt Harald Almqvist, född 11 mars 1912 i Falun, död 8 april 2001, var en svensk romanist, religionsfilosof, författare och företrädare för philosophia perennis (den tidlösa visheten).

## Biografi
Efter studentexamen i Falun år 1930 flyttade han till Stockholm för att bland annat läsa litteraturhistoria för professor Martin Lamm. Han tillbringade några studieår i Tyskland, Italien, Frankrike och Estland för att sedan läsa ryska och franska vid Uppsala universitet och tyska och engelska vid Stockholms högskola.
Omkring 1941 började han doktorera i ämnet romanska språk i Uppsala och läste då även arabiska för professor H.S. Nyberg. Almqvist blev filosofie licentiat i romanska språk vid Uppsala universitet 1948 och filosofie doktor 1951. Han disputerade med en vetenskaplig utgåva av den provensalska trubaduren Guilhem Adémars dikter, som utarbetades under två år vid École nationale des chartes och Bibliothèque nationale i Paris.
Almqvist var verksam som docent i romanska språk vid Uppsala universitet 1951–1954 och som lektor i engelska, franska, spanska och ryska vid läroverk i Avesta 1954–1955, Stockholm 1955–1965, och Strängnäs 1965–1976.
Almqvists bibliotek och arkiv finns idag tillgängliga för allmänheten på Sigtunastiftelsen. Boksamlingen speglar de mystiska traditionerna inom världsreligionerna samt en universell och västerländskt orienterad form av islamisk sufism – perennialismen.
Kurt Almqvist är begravd på Södra kyrkogården i Strängnäs.

## Poesi och filosofi
Vid sidan av sina språkstudier odlade Almqvist även estetiska och andliga intressen. Han publicerade poesi i litteraturtidskrifter och debuterade 1945 med diktsamlingen Vallfärd till mitten. Större delen av sitt författarskap ägnade han dock åt att introducera den tidlösa visheten i Sverige. I början av 1940-talet hade han kommit i kontakt med den schweiziske sufimästaren och metafysikern Frithjof Schuon. Kontakten förmedlades genom hans bror, diplomaten Karl Fredrik Almqvist. I två volymer har Kurt Almqvist presenterat René Guénons och Frithjof Schuons religionsfilosofi: I tjänst hos det Enda respektive Tidlös besinning i besinningslös tid. Han är tillsammans med Tage Lindbom den främste företrädaren för den traditionella skolan i Sverige.